# Seznam konstantinopolských patriarchů

Znak konstantinopolského patriarchy Bartoloměje I.

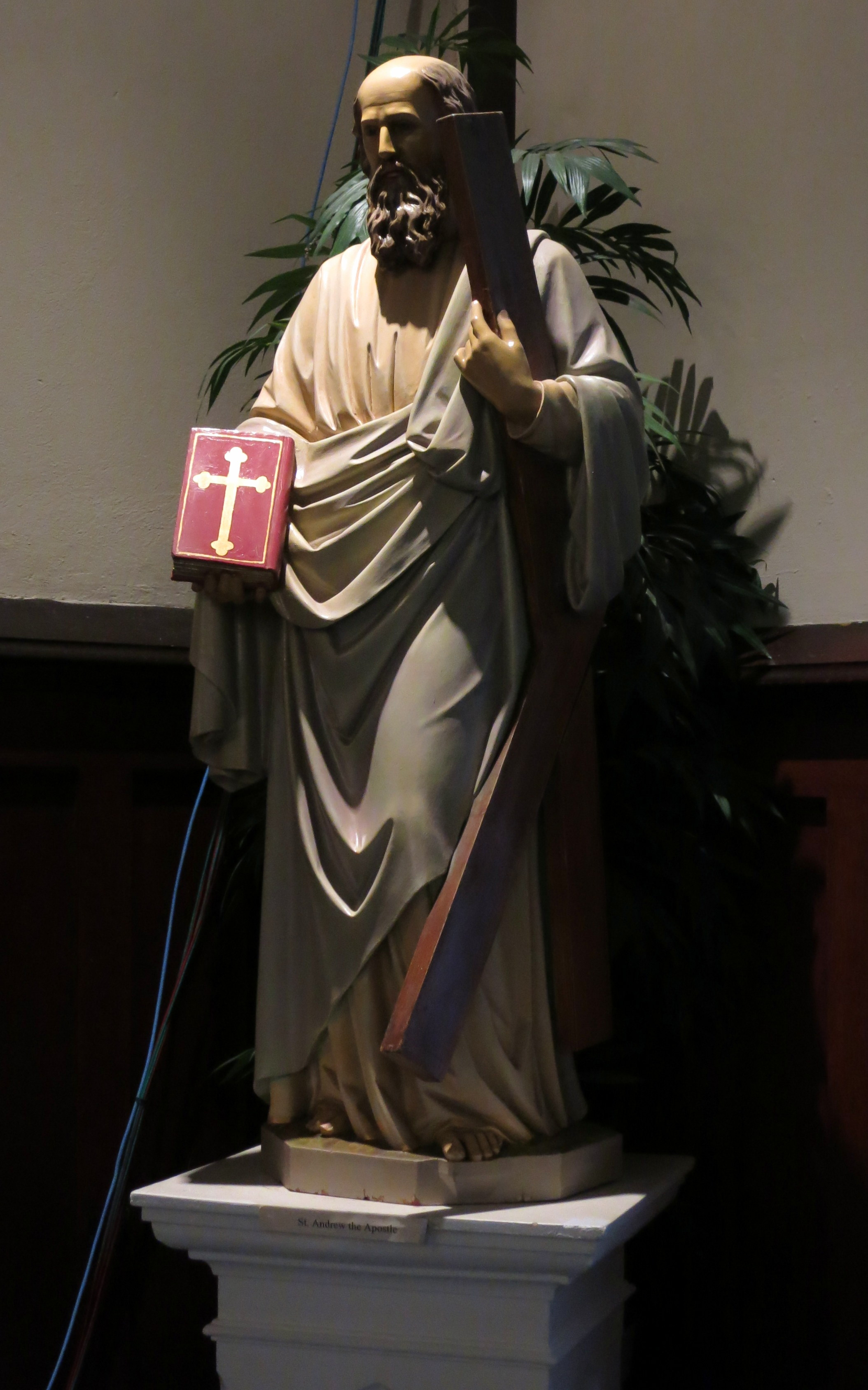
Svatý Ondřej

Seznam konstantinopolských patriarchů obsahuje biskupy, jejichž sídlo se nacházelo v Byzantiu, pozdější Konstantinopoli (česky též Cařihradě), od roku 1930 oficiálně nazývané Istanbul. Jsou zde uvedeni i biskupové a metropolité z dob, kdy tamní stolec ještě nebyl patriarší. 

## Biskupové Byzantia (do roku325)
- sv. Ondřej apoštol (zakladatel)
- sv. Stachys (apoštol) (38–54)
- sv. Onesimos (54–68)
- Polykarp I. (69–89)
- Plútarchos (89–105)
- Sedekion (105–114)
- Diogenés (114–129)
- Eleutherios (129–136)
- Félix (136–141)
- Polykarp II. (141–144)
- Athenódoros (144–148)
- Euzois (148–154)
- Laurentios z Byzance (154–166)
- Alypios (166–169)
- Pertinax (169–187)
- Olympians (187–198)
- Markos I. (198–211)
- Philadelfos (211–217)
- Kiriakos I. (217–230)
- sv. Kastinos (230–237)
- Eugenios I. (237–242)
- Titos (242–272)
- Dometios (272–284)
- Rufinus I. (284–293)
- Probus z Konstantinopole (293–306)
- Metrofanés z Konstantinopole (306–325)

## Metropolitékonstantinopolští (od roku 325)
- sv. Metrofanés z Konstantinopole (325–326)
- sv. Alexander z Konstantinopole (326–337)
- sv. Pavel I. z Konstantinopole (337–339), (341–342), (346–351)
- Eusebios z Nikomédie (339–341)
- Makedonios I. (342–346), (351–360)
- Eudoxios z Antiochie (360–370)
- Démofilos z Konstantinopole (370–379)
- Euagrios z Konstantinopole (370 nebo 379)
- Maximos z Konstantinopole (380)
- sv. Grégorios z Nazianzu (379–381)
- sv. Nektarios z Konstantinopole (381–397)
- sv. Jan Zlatoústý (398–404)
- sv. Arsakios z Tarsu (404–405)
- sv. Attikos z Konstantinopole (406–425)
- sv. Sisinnios I. (426–427)
- Nestorios (428–431)
- sv. Maximianos (431–434)
- sv. Proklos (patriarcha) (434–446)
- sv. Flavianos z Konstantinopole (446–449)
- sv. Anatolios (449–451) (poté (451–458 patriarcha)

## Patriarchové konstantinopolští (od roku 451)

### 451–1204
- sv. Anatolios (451–458) (předtím 449–451 metropolita)
- sv. Gennadios I. (458–471)
- Akakios z Konstantinopole (471–488)
- Frabitas (488–489)
- Eufemios (489–495)
- sv. Makedonios II. (495–511)
- Timotheos I. (511–518)
- sv. Jan II. Kappadokés (518–520)
- sv. Epifanios (520–535)
- Anthimos I. (535–536)
- sv. Mennas (536–552)
- sv. Eutychios (552–565, 577–582)
- sv. Jan III. Scholastikos (565–577)
- sv. Jan IV. Nesteutés (582–595), jako první používal titul „ekumenický patriarcha“
- sv. Kyriakos (596–606)
- sv. Tomáš I. (607–610)
- Sergios I. (610–638)
- Pyrrhos I. (638–641)
- Pavel II. (641–653)
- Petr (654–666)
- sv. Tomáš II. (667–669)
- sv. Jan V. (669–675)
- sv. Konstantinos I. (675–677)
- sv. Theodoros I. (677–679)
- sv. Georgios I. (679–686)
- sv. Pavel III. (687–693)
- sv. Kallinikos I. (693–705)
- sv. Kyros (705–711)
- Jan VI. (712–715)
- sv. Germanos I. (715–730)
- Anastasios (730–754)
- Konstantin II. (754–766)
- Nikétas (766–780)
- Pavel IV. (780–784)
- sv. Tarasios (784–806)
- sv. Nikeforos I. (806–815)
- Theodótos I. (815–821)
- Antónios I. (821–836)
- Jan VII. Grammatikos (836–843)
- sv. Methodios I. (843–847)
- sv. Ignatios I. (847 – 25. prosince 858, 867 – 23. října 877)
- sv. Fotios (25. prosince 858 – 867, 877–886)
- sv. Stefanos I. (886–893)
- sv. Antónios II. Kauleas (893–901)
- sv. Nikolaus I. Mystikos (901–907, 912–925)
- sv. Euthymius I. Synkellos (907–912)
- sv. Štěpán II. (925–928)
- sv. Tryfón (928–931)
- Theofylaktos (933–956)
- sv. Polyeuktos (956–970)
- Basilios I. Skamandrenos (970–974)
- Antónios III. Studites (974–980)
- sv. Nikolaos II. Chrysoberges (984–996)
- Sisinnios II. (996–998)
- sv. Sergios II. (999–1019)
- sv. Eustathios (1019–1025)
- Alexios I. Studités (1025–1043)
- Michael I. Kérularios (1043–1058)
- sv. Konstantinos Lichúdis (1059–1063)
- sv. Jan VIII. Xifilinos (1064–1075)
- sv. Kosmas I. (1075–1081)
- Eustathios Garidas (1081–1084)
- Nicholas III. Grammatikos (1084–1111)
- Jan IX. Agapétos (1111–1134)
- sv. León Styppés (1134–1143)
- sv. Michael Kurkuas (1143–1146)
- Kosmas Attikos (1146–1147)
- Nikolaos IV. (1147–1151)
- Theodótos II. (1151–1153)
- Neofytos I. (1153)
- Konstantin IV. (1154–1156)
- Lukáš z Konstantinopole (1156–1169)
- Michael III. (1170–1177)
- Charitón (1177–1178)
- Theodosios I. Borradiotés (1179–1183)
- Basilios II. Karnateros (1183–1186)
- Nikétas II. Muntanes (1186–1189)
- León Theotokités (1189–1190)
- Dositheos (1190–1191)
- Jiří II. (1191–1198)
- Jan X. Kamateros (1198–1206)

### 1204–1261 (v exilu)
- Jan X. Kamateros (1198–1206)
- Michael IV. Autoreianos (1207–1213)
- Theodor II. Eirénikos (1213–1215)
- Maximos II. (1215)
- Manuel I. Charitopúlos (1215–1222)
- Germanos II. (1222–1240)
- Methodios II. (1240)
- sedes vacans 1240–1244
- Manuel II. (1244–1255)
- sv. Arsenios Autoreianos (1255–1259, 1261–1267)
- Nikeforos II. (1260–1261)

### 1261–1453
- Germanos III. (1267)
- sv. Josef I. Galesiotes (1267–1275)
- Jan XI. (1275–1282)
- Jiří II. (1283–1289)
- sv. Athanasios I. (1289–1293, 1303–1309)
- Jan XII. (1294–1303)
- Nefón I. (1310–1314)
- Jan XIII. Glykys (1315–1320)
- Gerasimos I. (1320–1321)
- Jésaias (1323–1334)
- Jan XIV. Kalekas (1334–1347)
- Isidor I. (1347–1350)
- sv. Kallistos I. (1350–1354, 1355–1363)
- Filotheos Kokkinos (1354–1355, 1364–1376)
- Makarios (1376–1379, 1390–1391)
- Neilps Kerameos (1379–1388)
- Antónios IV. (1389–1390, 1391–1397)
- sv. Kallistos Xanothopúlos (1397)
- Matthaios I. (1397–1410)
- Euthymios II. (1410–1416)
- Josef II. (1416–1439)
- Metrofanés II. (1440–1443)
- Řehoř III. Mammas (1443–1450)
- Athanasios II. (1450–1453)

### Po roce 1453
- Gennadios Scholarios (1453–1456, 1458, 1462–1463)
- Isidoros II. Xanthopúlos (1456–1457)
- Soforónios I. Syropúlos (1463–1464)
- Gennadios (1464)
- Joasaf I. (1464, 1464–1466)
- Markos II. (1466)
- Simeon I. (1466, 1471–1474, 1481–1486)
- sv. Dionysios I. (1466–1471, 1489–1491)
- Rafael I. (1475–1476)
- sv. Maximos III. (1476–1481)
- Nefón II. (1486–1488, 1497–1498, 1502)
- Maximos IV. (1491–1497)
- Jáchym I. (1498–1502, 1504)
- Pachomios I. (1503–1504, 1504–1513)
- Theoleptos I. (1513–1522)
- Jeremias I. (1522–1545)
- Joannikos I. (1546)
- Dionysios II. (1546–1555)
- Joasaf II. (1555–1565)
- Metrofanés III. (1565–1572, 1579–1580)
- Jeremias II. Tranos (1572–1579, 1580–1584, 1587–1595)
- Pachomios II. (1584–1585)
- Theoleptos II. (1585–1586)
- Matthaios II. (1596, 1598–1602, 1603)
- Gabriel I. (1596)
- Theofanés Karykés (1597)
- Meletios I. Pégas (koadjutor) (1597–1598, 1601)
- Neofytos II. (1602–1603, 1607–1612)
- Rafael II. (1603–1607)
- Timotheos II. (1612–1620)
- Kyrillos I. Lukaris (1612, 1620–1623, 1623–1630, 1630–1633, 1633–1634, 1634–1635, 1637–1638)
- Řehoř IV. (1623)
- Anthimos II. (1623)
- Kyrillos II. Kontarés (1633, 1635–1636, 1638–1639)
- Athanasios III. Patelaros (1634)
- Neofytos III. (1636–1637)
- Parthenios I. (1639–1644)
- Parthenios II. (1644–1646, 1648–1651)
- Joannikos II. (1646–1648, 1651–1652, 1653–1654, 1655–1656)
- Kyrillos III. (1652–1654)
- sv. Parthenios III. (1656–1657)
- Gabriel II. (1657)
- Parthenios IV. (1657–1662, 1665–1667, 1671, 1675–1676, 1684, 1685)
- Theofanés II (1659)
- Dionysios III (1662–1665)
- Kléméns (1667)
- Methódios III. (1668–1671)
- Dionysios IV. Muselimés (1671–1673, 1676–1679, 1682–1684, 1686, 1687, 1693–1694)
- Gerasimos II. (1673–1674)
- Athanasios IV. (1679)
- Jakobos (1679–1682, 1685–1686, 1687–1688)
- Kallinikos II. (1688, 1689–1693, 1694–1702)
- Neofytos IV. (1688)
- Gabriel III. (1702–1707)
- Neofytos V. (1707)
- Kyprianos I. (1707–1709, 1713–1714)
- Athanasios V. (1709–1711)
- Kyrillos IV. (1711–1713)
- Kosmas III. (1714–1716)
- Jeremias III. (1716–1726. 1732–1733)
- Paisios II. (1726–1732, 1740–1743, 1744–1748)
- Serafeim I. (1733–1734)
- Neofytos VI. (1734–1740, 1743–1744)
- Kyrillos V. (1748–1751, 1752–1757)
- Kallinikos III. (1757)
- Serafim II. (1757–1761)
- Joannikos III. (1761–1763)
- Samuel I. Chatzeres (1763–1768, 1773–1774)
- Melétios II. (1769–1769)
- Theodosios II. (1769–1773)
- Soforónios II. (1774–1780)
- Gabriel IV. (1780–1785)
- Prokopios I. (1785–1789)
- Neofytos VII. (1789–1794, 1798–1801)
- Gerasimos III. (1794–1797)
- sv. Řehoř V. (1797–1798, 1806–1808, 1818–1821)
- Kallinikos IV. (1801–1806. 1808–1809)
- Jeremias IV. (1809–1813)
- Kyrillos VI. (1813–1818)
- Eugenios II. (1821–1822)
- Anthimos III. (1822–1824)
- Chrysanthos I. (1824–1826)
- Agathangelos I. (1826–1830)
- Konstantios I. (1830–1834)
- Konstantios II. (1834–1835)
- Řehoř VI. (1835–1840, 1867–1871)
- Anthimos IV. (1840–1841, 1848–1852)
- Anthimos V. (1841–1842)
- Germanos IV. (1842–1845, 1852–1853)
- Melétios III. (1845)
- Anthimos VI. (1845–1848, 1853–1855, 1871–1873)
- Kyrillos VII. (1855–1860)
- Joachim II. (1860–1863, 1873–1878)
- Soforónios III. (1863–1866)
- Joachim III. (1878–1884, 1901–1912)
- Joachim IV. (1884–1887)
- Dionysios V. (1887–1891)
- Neophytos VIII. (1891–1894)
- Anthimos VII. (1895–1897)Současný konstantinopolský patriarcha Bartoloměj I.
- Konstantin V. (1897–1901)
- Germanos V. (1913–1918)
- sedes vacans 1918–1921
- Meletios IV. (1921–1923)
- Grigorios VII. (1923–1924)
- Konstantinos VI. (1924–1925)
- Vasileios III. (1925–1929)
- Fotios II. (1929–1935)
- Veniamin I. (1936–1946)
- Maximos V. (1946–1948)

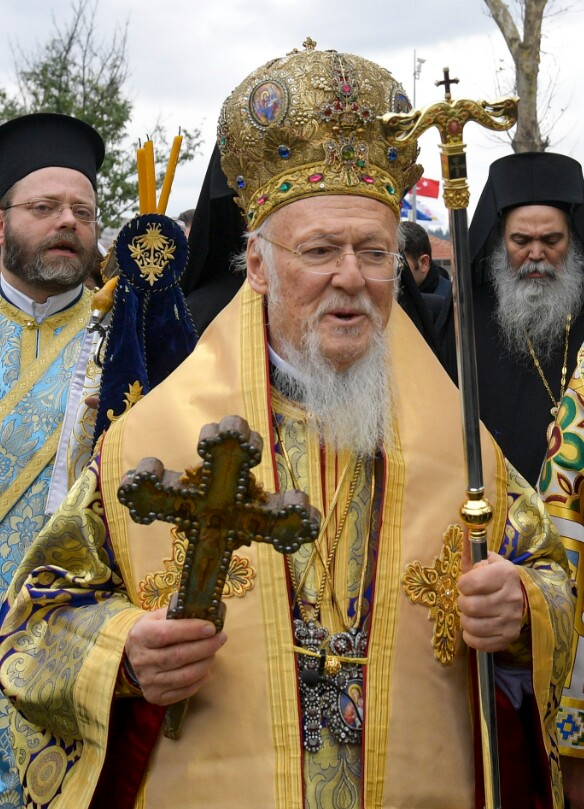
Současný konstantinopolský patriarcha Bartoloměj I.

- Athenagoras I. (1948–1972), společně s papežem sv. Pavlem VI. 7. prosince 1965 zrušil vzájemnou exkomunikaci, jež nastala roku 1054 mezi pravoslavnou a katolickou církví.
- Demetrios I. (1972–1991)
- Bartoloměj I. (od 1991), současný patriarcha